# Лежневская улица (Иваново)
Ле́жневская у́лица — улица в южной части города Иваново, одна из основных городских магистралей. Начинается в центре города от улицы Смирнова и ведёт в южную часть города, продолжаясь шоссе к Суздалю, Владимиру, Москве, являясь границей двух городских районов — Фрунзенского и Ленинского. Доходит до границы города. Является продолжением улицы Марии Рябининой. Пересекает улицы: Смирнова, Пророкова, Владимирская, Шуйская, Малая Кохомская, Постышева, Типографская, 3-я Типографская, Поэта Майорова, 1-я Южная, Велижская, Танкиста Александрова, 3-я Южная, Летчика Лазарева, Кооперативная, 3-я Полетная, Радищева, 1-я Земледельческая, 2-я Земледельческая, Генерала Хлебникова, Воронина, 7-я Земледельческая, Кирякиных, Диановых, Куликова, Станкостроителей, Отдельная, Кудряшова, Профессиональная, проспекты: Строителей, Текстильщиков, переулки: Кохомский, Алексеевский. В данный момент производится реконструкция улицы, которая разделена на 7 этапов. Из них выполнено[когда?] уже 2 этапа.

## Формирование улицы и происхождение наименования
Лежневская улица образовалась из объединения нескольких улиц и переулков в 1899 году.
Часовенный переулок — название получил в 1896 году; Поперечный переулок — также в 1896 году; Малая Московская улица — название получила в 1872 году.
В 1898 году Часовенный (в настоящее время часть улицы от улицы Смирнова до Пророкова), Поперечный (от Владимирской до Шуйской улицы) переулки и Малая Московская (от улицы Постышева до Типографской) улица были объединены в 2-ю Московскую улицу. 2-я Московская получила наименование по месту своего расположения — она шла параллельно старой Московской улице. В следующем 1899 году улица переименована в Лежневскую — по дороге на бывшее село Лежнево, в настоящее время — город Лежнево.
В дальнейшем улица продлевалась за счет включения новых территорий в состав города.
В советский период до 60-х годов XX века улица носила название Лежневское шоссе.

## Архитектура
С 1960-х годов в Иванове стали возводиться пятиэтажные крупноблочные дома («хрущёвки». Серьёзная перестройка на улице Лежневской началась в 1978 году. До начала реконструкции среди зданий по Лежневской преобладали частные деревянные дома. По ассоциации с московским районом Новые Черёмушки ивановские улицы с подобной застройкой (кроме Лежневской это Ташкентская, Улица 8 Марта), где такую застройку получили целые кварталы, также получили неофициальное название «Черёмушки». Стандартные дома за счёт типизации строились быстро и с минимальными затратами. Невзрачные «хрущёвки» не отличались удобной планировкой квартир, однако с их помощью решалась главная задача — обеспечение множества семей отдельными квартирами.
Относительно новая застройка на нечётной стороне улицы, напротив района «хрущёвок» контрастирует с ним в плане интересных архитектурных решений, это жилой комплекс «Аристократ» (№ 119), жилой комплекс с башней (№ 155), жилой дом на углу улицы Генерала Хлебникова (№ 159).
В районе улицы Смирнова застроена частными домами — на отрезке улицы в центральной части города сохранились исторические деревянные здания, а после перекрёстка с Типографской улицей — расширяется и появляются высотные дома и различные организации (ТРЦ «Тополь», 308 авиаремонтный завод МО России, Воентелеком 733-й Центральный ремонтный завод средств связи, церковь Владимирской иконы Божией Матери, школа № 56, кинотеатр «Лодзь», ТРЦ «Шоколад», Дом книги, автовокзал, МУП ИПТ, спортшкола № 3, спорткомплекс «Олимпия Sport», ТЦ СтройЭкспо, БЦ Славянский, ТЦ Московский, детский дом Ровесник, памятник эскадрилье «Нормандия — Неман»).
Между улицей Лежневской и улицей Богдана Хмельницкого находился незастроенный участок, в 1926 году на нём разместился южный аэродром. Аэродром был ликвидирован после Великой Отечественной войны, территория снова вошла в черту города и была застроена в 1960-е годы.
В исторической застройке выделяются:
- № 20: дом торговца мануфактурой М. А. Кошелева — усадьба с деревянным домом, расположенным по красной линии улицы и двухэтажным каменным домом (1903) в глубине двора[3].
- Каменный двухэтажный дом Трофима и Якова Журавлёвых (первая половина XIX в.) на углу улицы Владимирской — его фасады были реконструированы в 1927 году[3].
- № 118а: Храм Владимирской иконы Божией Матери (архитектор П. Г. Беген, 1902—1904) — расположен в глубине двора среди корпусов авиаремонтного завода — единственное сооружение, сохранившееся из архитектурного комплекса женского монастыря Владимирской женской общины[7].

## Транспорт
По Лежневской улице пролегают следующие маршруты:
- Автобусы: 7, 14, 35, 100, 100к.
- Троллейбусы: 2, 7, 11.
- Маршрутные такси: 30, 30б, 31, 37, 39, 135.
- Остановки общественного транспорта: «Улица Смирнова», «Типографская улица», «Велижская улица», «Кинотеатр „Лодзь“», «Улица Воронина», «Улица Диановых», «Автовокзал», «Завод Точприбор», «Подстанция».

## Фотографии

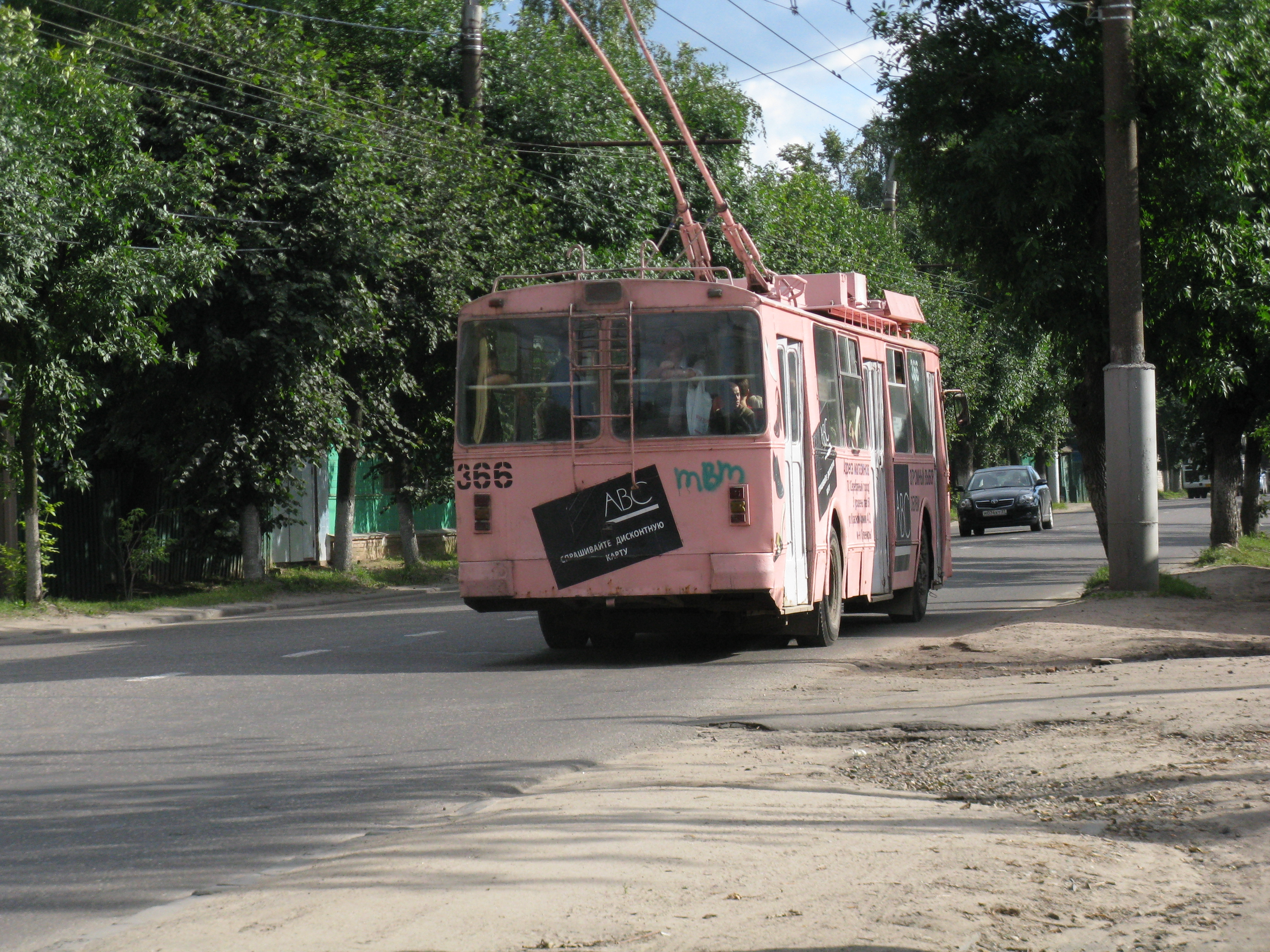
Лежневская улица в районе улицы Смирнова
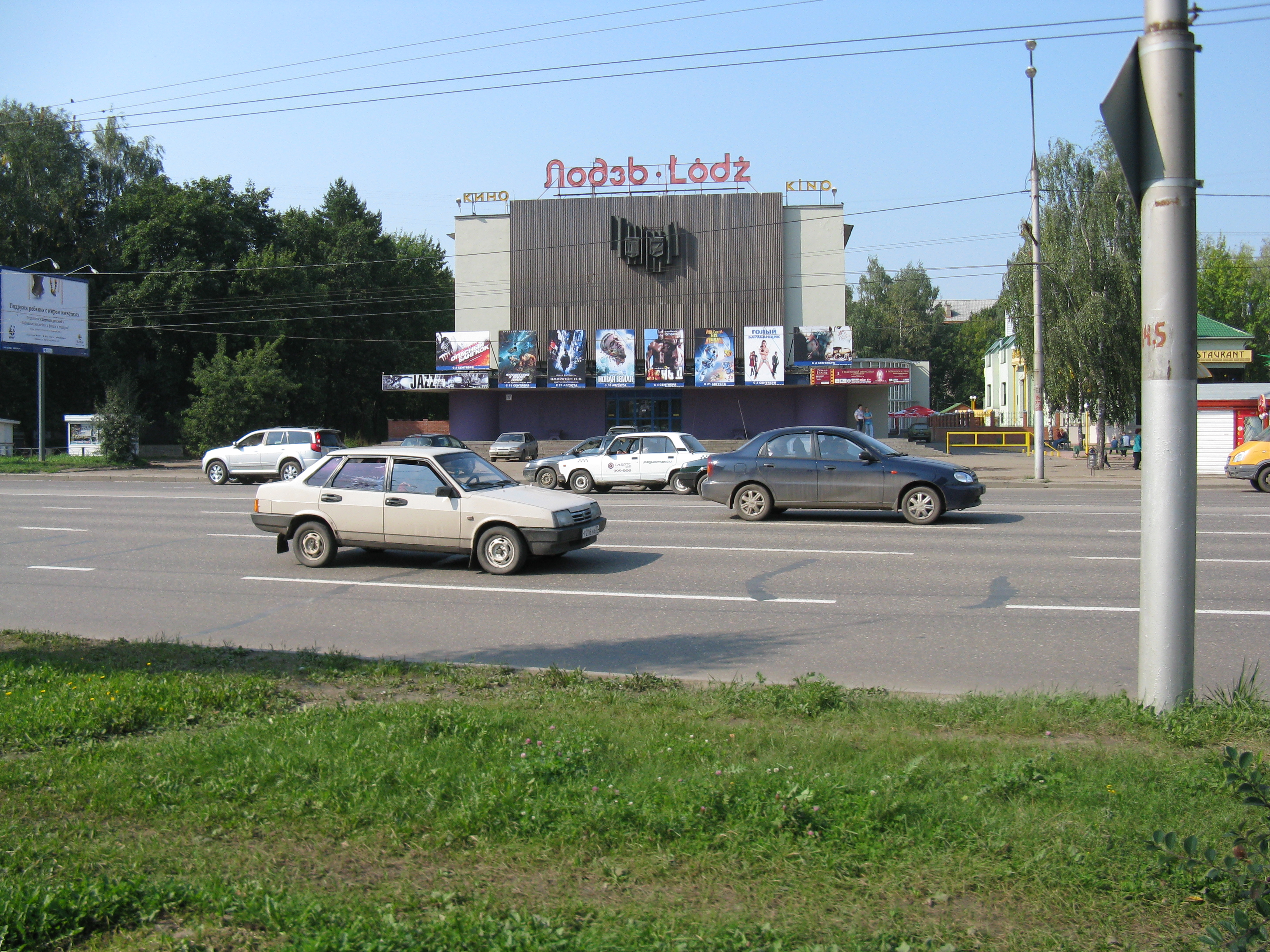
Кинотеатр «Лодзь»
ТЦ «Тополь»
Между улицами Воронина и Радищева